# Cổ kim đại chiến Tần dũng tình (phim điện ảnh 1989)
Cổ kim đại chiến Tần dũng tình, viết tắt là Tần dũng, là một bộ phim điện ảnh Hồng Kông được đạo diễn Trình Tiểu Đông sản xuất năm 1989, với sự tham gia diễn xuất của Trương Nghệ Mưu và Củng Lợi. Bộ phim là tình sử bi tráng của một vị tướng quân và một cung nữ trong thời nhà Tần.

## Các diễn viên chính
- Trương Nghệ Mưu vai Mông Thiên Phóng
- Củng Lợi vai Hàn Đông Nhi / Chu Lợi Lợi
- Vu Vinh Quang vai Bạch Vân Phi
- Lục Thụ Minh vai Tần Thủy Hoàng
- Ngô Thiên Minh vai Đạo diễn